# National Society of Film Critics Award/Beste Kamera

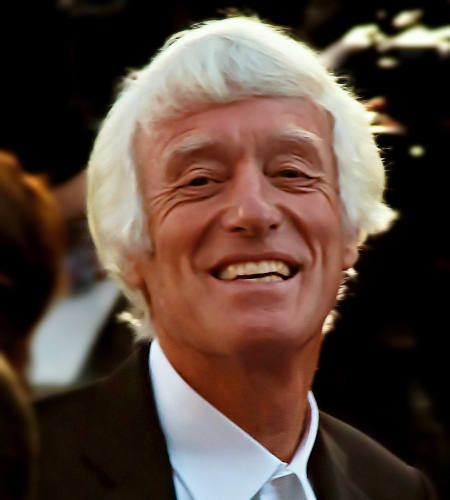
Bislang viermal ausgezeichnet: Roger Deakins

Gewinner des Preises der National Society of Film Critics in der Kategorie Beste Kamera (Best Cinematography). Die Auszeichnungen werden alljährlich Anfang Januar für die besten Filmproduktionen und Filmschaffenden des zurückliegenden Kalenderjahres präsentiert. 1975 und 1977 fanden jeweils zwei Preisverleihungen im Januar und Dezember statt, woraufhin der National Society of Film Critics Award im Jahr 1976 und 1978 nicht vergeben wurde.
Am erfolgreichsten in dieser Kategorie war der Brite Roger Deakins, der den Preis viermal erringen konnte, gefolgt von seinen Arbeitskollegen Néstor Almendros, Christopher Doyle, Edward Lachman, Philippe Rousselot, Haskell Wexler und Gordon Willis mit je zwei Auszeichnungen. 2001 und 2020 setzten sich mit Agnès Godard (Der Fremdenlegionär) und Claire Mathon (Porträt einer jungen Frau in Flammen und Atlantique) Kamerafrauen durch. Aus dem deutschsprachigen Raum konnten sich die deutschen Kameraleute Thomas Mauch (1977 für Aguirre, der Zorn Gottes) und Michael Ballhaus (1990 für Die fabelhaften Baker Boys) sowie der Österreicher Christian Berger (2010 für Das weiße Band – Eine deutsche Kindergeschichte) in die Siegerliste einreihen. 
Bei der letzten Preisvergabe im Jahr 2022 gewann der US-Amerikaner Andrew Droz Palermo (The Green Knight, 52 Punkte) vor der Australierin Ari Wegner (The Power of the Dog, 40 Punkte) und dem Thailänder Sayombhu Mukdeeprom (Memoria, 35 Punkte).
| Jahr | Preisträger                                   | Filmtitel                                       | Deutscher Verleihtitel                                |
| 1968 | Haskell Wexler                                | In the Heat of the Night                        | In der Hitze der Nacht                                |
| 1969 | William A. Fraker                             | Bullitt                                         | Bullitt                                               |
| 1970 | Lucien Ballard                                | The Wild Bunch                                  | The Wild Bunch – Sie kannten kein Gesetz              |
| 1971 | Néstor Almendros                              | L'enfant sauvage Ma nuit chez Maud              | Der Wolfsjunge Meine Nacht bei Maud                   |
| 1972 | Vittorio Storaro                              | Il conformista                                  | Der große Irrtum                                      |
| 1973 | Sven Nykvist*                                 | Viskningar och rop                              | Schreie und Flüstern                                  |
| 1974 | Vilmos Zsigmond                               | The Long Goodbye                                | Der Tod kennt keine Wiederkehr                        |
| 1975 | Gordon Willis                                 | The Godfather – Part II The Parallax View       | Der Pate – Teil II Zeuge einer Verschwörung           |
| 1975 | John Alcott*                                  | Barry Lyndon                                    | Barry Lyndon                                          |
| 1977 | Haskell Wexler*                               | Bound for Glory                                 | Dieses Land ist mein Land                             |
| 1977 | Thomas Mauch                                  | Aguirre, der Zorn Gottes                        | Aguirre, der Zorn Gottes                              |
| 1979 | Néstor Almendros*                             | Days of Heaven                                  | In der Glut des Südens                                |
| 1980 | Caleb Deschanel                               | Being There The Black Stallion                  | Willkommen Mr. Chance Der schwarze Hengst             |
| 1981 | Michael Chapman                               | Raging Bull                                     | Wie ein wilder Stier                                  |
| 1982 | Gordon Willis                                 | Pennies from Heaven                             | Tanz in den Wolken                                    |
| 1983 | Philippe Rousselot                            | Diva                                            | Diva                                                  |
| 1984 | Hiro Narita                                   | Never Cry Wolf                                  | Wenn die Wölfe heulen                                 |
| 1985 | Chris Menges*                                 | Comfort and Joy The Killing Fields              | Comfort and Joy The Killing Fields – Schreiendes Land |
| 1986 | Takao Saitō                                   | 乱 (Ran)                                        | Ran                                                   |
| 1987 | Frederick Elmes                               | Blue Velvet                                     | Blue Velvet                                           |
| 1988 | Philippe Rousselot                            | Hope and Glory                                  | Hope and Glory                                        |
| 1989 | Henri Alekan                                  | Der Himmel über Berlin                          | Der Himmel über Berlin                                |
| 1990 | Michael Ballhaus                              | The Fabulous Baker Boys                         | Die fabelhaften Baker Boys                            |
| 1991 | Peter Suschitzky                              | Where the Heart Is                              | Die Zeit der bunten Vögel                             |
| 1992 | Roger Deakins                                 | Barton Fink                                     | Barton Fink                                           |
| 1993 | Zhao Fei                                      | 大红灯笼高高挂 (Da hongdeng long gao gao gua)   | Rote Laterne                                          |
| 1994 | Janusz Kamiński*                              | Schindler's List                                | Schindlers Liste                                      |
| 1995 | Stefan Czapsky                                | Ed Wood                                         | Ed Wood                                               |
| 1996 | Tak Fujimoto                                  | Devil in a Blue Dress                           | Teufel in Blau                                        |
| 1997 | Robby Müller                                  | Breaking the Waves                              | Breaking the Waves                                    |
| 1998 | Roger Deakins                                 | Kundun                                          | Kundun                                                |
| 1999 | John Toll                                     | The Thin Red Line                               | Der schmale Grat                                      |
| 2000 | Conrad L. Hall*                               | American Beauty                                 | American Beauty                                       |
| 2001 | Agnès Godard                                  | Beau travail                                    | Der Fremdenlegionär                                   |
| 2002 | Christopher Doyle Pin Bing Lee                | 花樣年華 (Fa yeung nin wa)                      | In the Mood for Love                                  |
| 2003 | Edward Lachman                                | Far from Heaven                                 | Dem Himmel so fern                                    |
| 2004 | Russell Boyd*                                 | Master and Commander: The Far Side of the World | Master and Commander – Bis ans Ende der Welt          |
| 2005 | Zhao Xiaoding                                 | 十面埋伏 (Shí Miàn Mái Fú)                      | House of Flying Daggers                               |
| 2006 | Christopher Doyle Pung-Leung Kwan Yiu-Fai Lai | 2046                                            | 2046                                                  |
| 2007 | Emmanuel Lubezki                              | Children of Men                                 | Children of Men                                       |
| 2008 | Robert Elswit*                                | There Will Be Blood                             | There Will Be Blood                                   |
| 2009 | Anthony Dod Mantle*                           | Slumdog Millionaire                             | Slumdog Millionär                                     |
| 2010 | Christian Berger                              | Das weiße Band – Eine deutsche Kindergeschichte | Das weiße Band – Eine deutsche Kindergeschichte       |
| 2011 | Roger Deakins                                 | True Grit                                       | True Grit                                             |
| 2012 | Emmanuel Lubezki                              | The Tree of Life                                | The Tree of Life                                      |
| 2013 | Mihai Mălaimare Junior                        | The Master                                      | The Master                                            |
| 2014 | Bruno Delbonnel                               | Inside Llewyn Davis                             | Inside Llewyn Davis                                   |
| 2015 | Dick Pope                                     | Mr. Turner                                      | Mr. Turner – Meister des Lichts                       |
| 2016 | Edward Lachman                                | Carol                                           | Carol                                                 |
| 2017 | James Laxton                                  | Moonlight                                       | Moonlight                                             |
| 2018 | Roger Deakins*                                | Blade Runner 2049                               | Blade Runner 2049                                     |
| 2019 | Alfonso Cuarón*                               | Roma                                            | Roma                                                  |
| 2020 | Claire Mathon                                 | Portrait de la jeune fille en feu Atlantique    | Porträt einer jungen Frau in Flammen nicht bekannt    |
| 2021 | Joshua James Richards                         | Nomadland                                       | Nomadland                                             |
| 2022 | Andrew Droz Palermo                           | The Green Knight                                | The Green Knight                                      |

* = Kameraleute, deren Arbeit später mit dem Oscar für die Beste Kamera gewürdigt wurde